# Nigel McGuinness
Steven Haworth (23 de enero de 1976) es un luchador profesional británico retirado. Actualmente trabaja en la compañía de lucha libre profesional All Elite Wrestling, es conocido por su paso por WWE, como comentarista en las marcas NXT UK y NXT: Level Up. Destaca por su paso por la Total Nonstop Action Wrestling (TNA) bajo el nombre de Desmond Wolfe. También ha trabajado bajo el nombre de Nigel McGuinness en varias empresas independientes, destacando Ring of Honor en los Estados Unidos y Pro Wrestling NOAH en Japón. 
McGuinness tiene el reinado más largo en la historia del Campeonato Puro de ROH, con un récord de 350 días. También fue Campeón Mundial de ROH durante 545 días.

## Primeros años
Steven Haworth nació en Londres, Reino Unido el 23 de enero de 1976. Creció en Staplehurst, donde asistió a la Maidstone Grammar School. Era un fanático de la lucha libre desde los 12 años, disfrutaba particularmente de The Hart Foundation y The British Bulldogs, y asistió al evento SummerSlam en 1992, mientras usaba pintura facial de The Ultimate Warrior.
Estudió en la Universidad de Leicester en la década de 1990 y pasó un año en la Universidad Estatal de Kent, donde se graduó en 1997 con una licenciatura 2:1 en química.

## Carrera

### Heartland Wrestling Association (1998-2006)
En septiembre de 1998, Haworth comenzó a entrenar con Les Thatcher en la Heartland Wrestling Association (HWA) en Cincinnati , Ohio, incurriendo en grandes deudas en el proceso. Debutó en septiembre de 1999 bajo el nombre de "Nigel McGuinness", derrotando a GQ Masters III en un combate que apareció en 20/20 de ABC . Posteriormente pasó un año luchando en el Medio Oeste de los Estados Unidos . Luego, Haworth regresó a Inglaterra, donde trabajó en dos trabajos de tiempo completo para ganar suficiente dinero para poder regresar a los Estados Unidos a luchar y luchó para las promociones de All Star Wrestling entre septiembre y diciembre de 2001, donde aprendió de luchadores como Robbie . Brookside .
McGuinness desarrolló un personaje de tacón que describió como "un gamberro del fútbol punk rock ... Billy Idol conoce a Johnny Saint ". [10]
El 10 de julio de 2001, McGuinness derrotó a Dean Jablonski en un combate individual con el Campeonato en Parejas de HWA en juego (el cotitular del título, Chet Jablonski, estaba indispuesto), reclamando el título para él y su compañero, The Human Time. Bomba. McGuinness y The Bomb mantuvieron el título hasta el 7 de agosto, cuando los hermanos Jablonski recuperaron el título. McGuinness y The Bomb se proclamarían campeones por segunda vez el 23 de julio de 2002, derrotando una vez más a los hermanos Jablonski. Perdieron el título ante Southern Breeze ese mismo año.
En 2003, McGuinness presentó el Campeonato Europeo HWA a HWA. Mantuvo el título hasta el 30 de septiembre de 2003, cuando perdió ante Hoss. Recuperó el título el 4 de noviembre y rápidamente lo retiró.
McGuinness ganó el campeonato de peso pesado de HWA el 6 de septiembre de 2003 en Batavia, Ohio , derrotando a Chad Collyer . Mantuvo el título hasta el 3 de enero de 2004, cuando lo perdió ante Hoss. McGuinness derrotó a Hoss para comenzar un segundo reinado con el título el 6 de enero y lo mantuvo hasta el 17 de marzo de 2004, cuando perdió ante El Temor.

### Total Nonstop Action Wrestling (2009-2011)
El 4 de septiembre, ROH anunció que McGuinness había firmado contrato con la World Wrestling Entertainment, pero en octubre, McGuinness dijo que el trato con la WWE no había funcionado y decidió irse a la Total Nonstop Action Wrestling. El 22 de octubre, debutó con el nombre de Desmond Wolfe, tras atacar a Kurt Angle en backstage. El 29 de octubre Desmond debutó en el ring atacando a Kurt Angle empezando un feudo con él, enfrentándose los 2 en Turning Point cual fue derrotado. Finalmente, los dos se enfrentaron en Final Resolution en un "Tree Degrees of Pain match", la cual ganó Angle.
Luego empezó un feudo con D'Angelo Dinero al ser derrotado por él en iMPACT en directo del 4 de enero, derrotándole en Genesis. Tras esto, derrotó a Sean Morley, entrando a formar parte de un torneo por el Campeonato Mundial Peso Pesado de la TNA, pero en Against All Odds fue derrotado en los cuartos de final por D'Angelo Dinero y esa misma noche debutó una nueva valet llamada Chelsea. En Lockdown, el Team Flair (Wolfe, Sting, Robert Roode & James Storm, fue derrotado por el Team Hogan (Abyss, Jeff Jarrett, Rob Van Dam & Jeff Hardy), después de que Abyss cubriera a Wolfe. Cuando el 26 de agosto se introdujo en TNA Top ten Ranking System, Wolfe fue elegido como el contendiente al Campeonato Mundial Peso Pesado de la TNA de Van Dam. Sin embargo, el 3 de mayo fue derrotado por Van Dam.
A causa de la derrota del team Flair por ser cubierto, Wolfe empezó un feudo con Abyss, poniendo en juego los servicios como mánager del Chelsea en una lucha en Sacrifice, pero Wolfe fue derrotado de nuevo. Por esto, Wolfe se enfrentó de nuevo a Abyss en Slammiversary VIII en un Monster's Ball match, pero fue derrotado de nuevo cuando Chelsea le traicionó y le dio sus puños americanos a Abyss en lugar de a él. La siguiente noche, Flair anunció que iba a formar un nuevo stable, similar a Four Horsemen bajo el nombre de Fortune. Wolfe fue un candidato junto a Styles, Roode, Storm y Kazarian. Sin embargo, para probarle, Flair le puso en una lucha con su rival, Jay Lethal, la cual perdió Wolfe, por lo que no pudo entrar en el stable. A causa de esto, Wolfe intentó entrar en el stable ayudando a Kazarian & Styles en su lucha ante Samoa Joe & Rob Terry en Victory Road, pero fue rechazado de nuevo. Tras esto, Wolfe empezó a aparecer en Xplosion, haciendo pareja con Magnus, conociéndose como London Brawling, derrotando en su debut como pareja a Amazing Red & Suicide el 29 de julio. Luego, pasaron a formar parte de un torneo para definir a los nuevos retadores por el Campeonato Mundial en Parejas de la TNA, derrotando el 5 de agosto en su primera ronda a Hernández & Rob Terry y el 12 a Inc Ink (Jesse Neal & Shannon Moore), ganando el torneo.
Sin embargo, no pudieron luchar en el evento, ya que Wolfe sufrió una extraña enfermedad que le dejó inactivo durante los siguientes meses. Hizo su regreso el 10 de diciembre de 2010 en Impact, ayudando a Magnus y Douglas Williams de A.J. Styles y Rob Terry. Sin embargo, este segmento no fue emitido. Wolfe volvió a desaparecer hasta el 16 de mayo de 2011, haciendo su regreso como el comisionado de Xplosion. Sin embargo, duró solo un mes, pues el 16 de junio fue despedido de TNA.

### Ring of Honor (2011-2016)

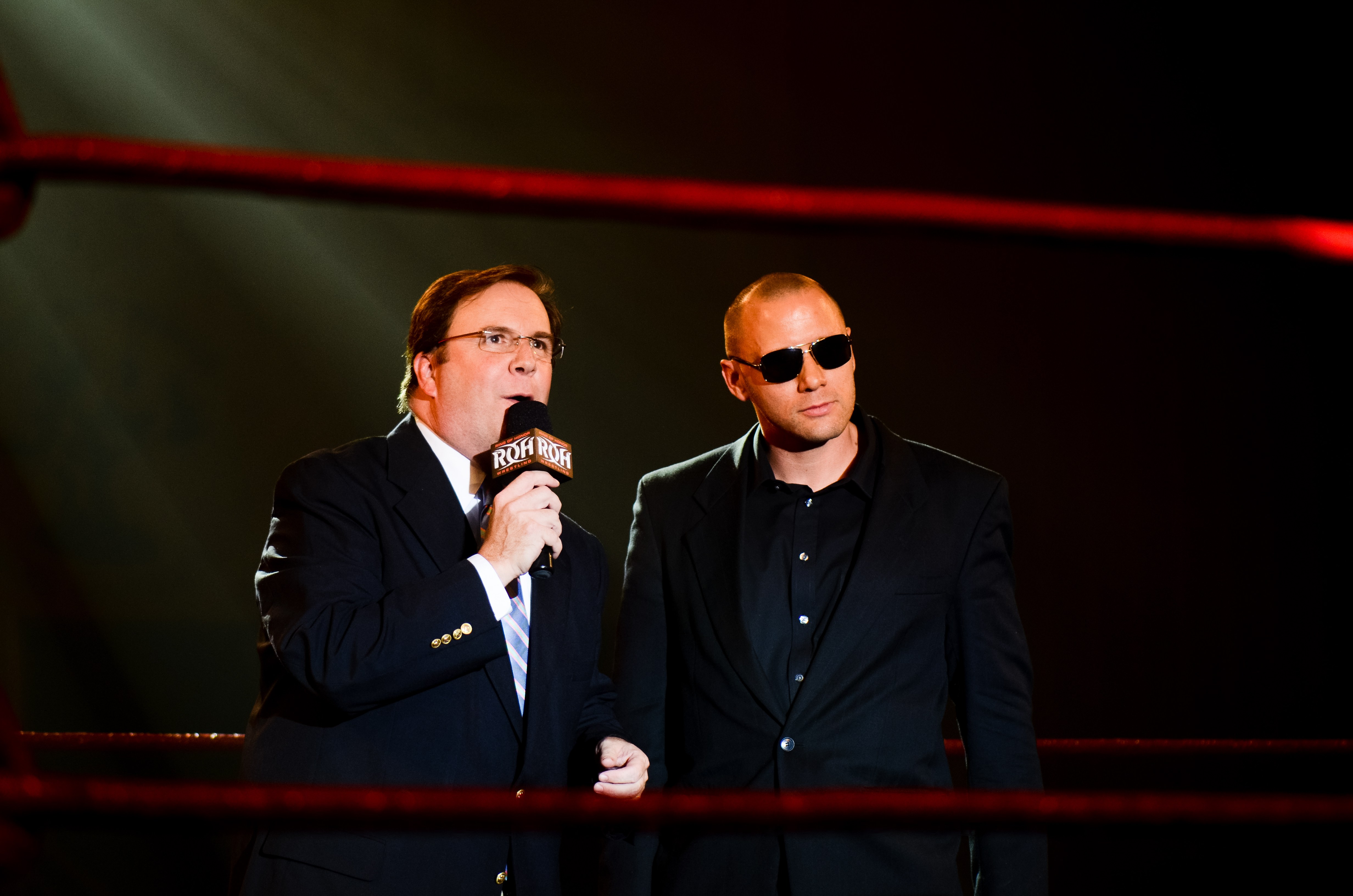
McGuinness con el comentarista de Ring of Honor Kevin Kelly en agosto de 2011.

El 13 de agosto de 2011, Haworth hizo su regreso a Ring of Honor bajo el nombre de Nigel McGuinness en las primeras grabaciones de Ring of Honor Wrestling para el Sinclair Broadcast Group, siendo nombrado un comentarista del programa, junto a Kevin Kelly. Las grabaciones de ese día concluyeron con McGuinness salvando a Eddie Edwards de un ataque de the House of Truth.
Después de catorce meses desde su retiro, anunció que haría una gira de despedida de dos meses de duración. Tuvo su primer combate el 11 de noviembre en Squared Circle Wrestling, perdiendo ante Edwards. Al día siguiente, perdió ante Chad Collyer en la Heartland Wrestling Association. Una semana después, luchando bajo el nombre de Desmond Wolfe, fue derrotado por Jebediah en la Main Event Championship Wrestling. El 25 de noviembre, hizo su regreso a reino Unido, siendo derrotado de nuevo por Edwards en un combate en la Fight Club: Pro Championship que también incluyó a Trent Seven. Al día siguiente, fue derrotado por Jon Ryan en un evento de la Westside Xtreme Wrestling (wXw) en Alemania. Después de estar dos semanas más en el Reino Unido, McGuinness regresó a Estados Unidos para su última lucha, celebrándola la empresa American Pro Wrestling Alliance (APWA) el 17 de diciembre de 2011. Tras su retiro, continuó como comentarista de ROH hasta el 3 de noviembre, donde reemplazó a Jim Cornette como figura de autoridad de Ring of Honor Wrestling.
En diciembre de 2012, McGuinness lanzó un documental titulado «The Last of McGuinness» acerca de sus últimos días como luchador activo, durante el cual se reveló que falló los exámenes físicos de la WWE por una lesión en el bíceps y terminó su carrera en la TNA a causa de hepatitis B.

### WWE (2016-2022)
El 15 de diciembre de 2016, la WWE anunció que McGuinness había firmado con la compañía como locutor, debutando en el Torneo por el Campeonato Británico de la WWE, el 14 y 15 de enero de 2017. Más tarde, durante el pre-show de NXT TakeOver: San Antonio, se anunció que después de la salida de Corey Graves de NXT después de ese show, McGuinness estaría tomando su lugar en el equipo de comentaristas. McGuinness hizo su debut en el episodio del 8 de febrero de 2017 de NXT, estableciéndose como parte de la mesa de comentarista, junto a Tom Phillips y Percy Watson.
El 28 de mayo, se informó que McGuinness había sido suspendido durante abril como parte de los recortes presupuestarios derivados de la pandemia de COVID-19.

### AEW (2023-presente)
El 5 de abril del 2023, el presidente y director ejecutivo de AEW, Tony Khan, anunció que McGuinness firmó un contrato con la compañía.

## Vida personal
En 2017, anunció que él y su esposa estaban esperando su primer hijo.
Su carrera dentro del ring terminó cuando dio positivo por hepatitis B.

## Campeonatos y logros
- Heartland Wrestling Association

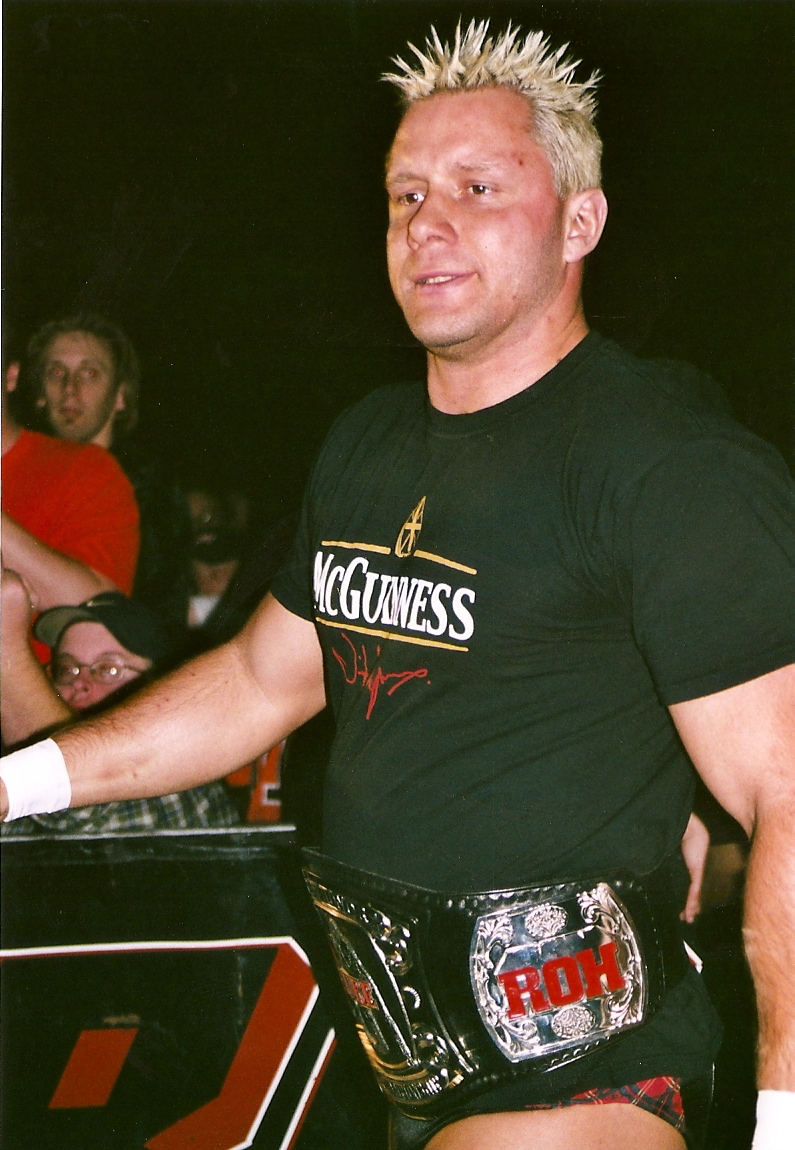
McGuinness como Campeón Puro de ROH.

  - HWA European Championship (2 veces)
  - HWA Heavyweight Championship (2 veces)
  - HWA Tag Team Championship (2 veces) - con the Human Time Bomb

- New Breed Wrestling Association
  - New Breed Heavyweight Championship (1 vez)

- One Pro Wrestling
  - 1PW Openweight Championship (1 vez)

- Ring of Honor
  - ROH Pure Championship (1 vez)
  - ROH World Championship (1 vez)

- Pro Wrestling Illustrated
  - Situado en el N°291 en los PWI 500 de 2002[33]
  - Situado en el N°299 en los PWI 500 de 2003[34]
  - Situado en el N°219 en los PWI 500 de 2004[35]
  - Situado en el N°124 en los PWI 500 de 2005[36]
  - Situado en el N°47 en los PWI 500 de 2006[37]
  - Situado en el N°25 en los PWI 500 de 2007[38]
  - Situado en el Nº8 en los PWI 500 de 2008[39]
  - Situado en el Nº6 en los PWI 500 de 2009[40]
  - Situado en el Nº28 en los PWI 500 de 2010[41]
- Wrestling Observer Newsletter
  - Situado en Nº9 del WON Luchador más destacado de la década (2000–2009)[42]

- Otros títulos
  - King of Europe Cup (2007)